# Adriana Mejía Hernández
María Adriana Mejía Hernández (Cali, siglo XX) es una diplomática colombiana, que se desempeñó como Ministra de Relaciones Exteriores de Colombia.

## Reseña biográfica
Oriunda de la ciudad de Cali, capital del Departamento de Valle del Cauca, es profesional en Finanzas y Relaciones Internacionales de la Universidad Externado de Colombia, de donde se graduó en 1991.
En el sector privado trabajó como gerente de Servicios de Información S.A. y coordinadora editorial de la revista Estrategia. Así mismo, fue Presidenta Ejecutiva de la Cámara Colombiana del Libro (2005-2006) y Gerente de Responsabilidad Social de RCN Televisión (2014-2015).
En septiembre de 1998 fue designada como directora del Instituto Distrital de Cultura y Turismo de Bogotá, en reemplazo de Angela Catalina Meza. También fue Directora de Participación Ciudadana de la Contraloría de Bogotá (1996-1997), Directora de Seguridad Pública de la Organización de los Estados Americanos (2010-2012) y consultora del Programa Presidencial de Derechos Humanos y de la Oficina del Alto Comisionado para la Paz.
También fue miembro de la Comisión Asesora del Gobierno de Colombia para la Reforma de la Política de Drogas y de la Junta Directiva de la Junta Asesora del Programa Global para la Política de Drogas de Open Society Foundations.
Así mismo, fue docente de la Facultad de Finanzas, Gobierno y Relaciones Internacionales de la Universidad Externado de Colombia. Entre 2015 y agosto de 2018, se desempeñó como Directora Ejecutiva del Instituto de Ciencia Política Hernán Echavarría Olózaga.
Durante la primera administración de Álvaro Uribe Vélez se desempeñó como Viceministra de Cultura, llegando a ser ministra encargada de esa cartera, mientras durante la segunda administración de Uribe Vélez se desempeñó como Viceministra de Asuntos Multilaterales del Ministerio de Relaciones Exteriores, Viceministra de Relaciones Exteriores. Idéntica posición ocupó durante el Gobierno de Iván Duque Márquez.
El 12 de mayo de 2021, tras confirmarse la renuncia de la ministra de Relaciones Exteriores, Claudia Blum, debido a su mal manejo de la imagen diplomática del país por los disturbios de 2021, Mejía Hernández asumió el cargo de Ministra Encargada. Estuvo en tal cargo hasta la designación de la vicepresidenta Marta Lucía Ramírez como nueva Ministra Titular. 
Renunció al cargo de Viceministra de Relaciones Exteriores el 22 de junio de 2021. A este cargo le siguió el de Embajadora de Colombia ante la Organización para la Cooperación y el Desarrollo Económicos (OCDE), puesto en el que se posesionó el 17 de agosto de 2021 en reemplazo de Jaime Castro Castro.Ocupó tal posición hasta el fin del gobierno de Iván Duque.